# Styloniscus verrucosus
Styloniscus verrucosus är en kräftdjursart som först beskrevs av Gustav Budde-Lund 1906.  Styloniscus verrucosus ingår i släktet Styloniscus och familjen Styloniscidae. Inga underarter finns listade i Catalogue of Life.